# Слуховский, Михаил Иванович
Михаи́л Ива́нович Слухо́вский (26 января 1896, Кострома, Костромская губерния, Российская империя — 20 августа 1980, Москва, СССР) — советский библиограф, библиотековед, библиотечный деятель, кандидат педагогических наук,  книговед, участник ВОВ и Гражданской войны в России.

## Биография
Родился 26 января 1896 года в Костроме. В семье иваново-вознесенского революционера-подпольщика Ивана Осиповича Слуховского и фельдшера Александры Максимовны Крестовой. В 1919 году был мобилизован в Красную армию в связи с началом Гражданской войны в РСФСР и отправлен на Туркестанский фронт в качестве начальника библиотечной секции политуправления, а также работал библиотечным инструктором Главполитпросвета РСФСР. После демобилизации занимался формированием городской библиотечной сети. В 1941 году в связи с началом ВОВ ушёл добровольцем на фронт и прошёл всю войну. Был награждён орденом Красной звезды. В один из приездов с фронта в 1942 году защитил диссертацию на соискание степени кандидата педагогических наук. Тема диссертации: «Очерки по истории русской библиотеки».
Скончался 20 августа 1980 года в Москве.

## Научные работы
Основные научные работы посвящены организации работы массовых библиотек. Автор свыше 150 научных работ.